# Un giorno devi andare
Un giorno devi andare è un film del 2013 diretto da Giorgio Diritti.
La pellicola è stata presentata in anteprima al Sundance Film Festival 2013.

## Trama
Augusta è una giovane donna in viaggio. Lasciata l'Italia per il Brasile, si lascia portare dalla corrente del fiume, approdando sulle sponde e nella vita degli indios che suor Franca, amica della madre, vuole evangelizzare a colpi di preghiera e bambinelli luminescenti. Sorda al richiamo di qualsiasi dio e refrattaria alla condotta missionaria, Augusta sceglie laicamente di "essere terra", proseguendo da sola e affittando una stanza a Manaus, capitale dell'Amazonas sulla riva del Rio Negro. Decisa a dare un senso alla sua 'navigazione' si stabilisce nella favela, dove la povertà è lambita da una ricchezza che compra uomini, donne e bambini. Accolta da Arizete, madre e nonna dentro una famiglia numerosa, Augusta trova nelle relazioni umane consolazione al suo dolore e al suo lutto: un bambino perduto, un marito dileguato, una vita disfatta. Ma l'afflizione di una nuova amica la persuade a riprendere il viaggio e il fiume. Sbarcata su un'isola si esclude dal mondo e dagli uomini, sprofondando nei silenzi interiori e nei suoni ancestrali della natura.

## Distribuzione
Il film è stato presentato in anteprima mondiale al Sundance Film Festival 2013, il 21 gennaio 2013 nella sezione "World Cinema Dramatic", per poi essere distribuito nelle sale italiane da BiM Distribuzione il 28 marzo seguente.

## Riconoscimenti
- 2013 - David di Donatello
  - Candidatura Miglior attrice protagonista a Jasmine Trinca
- 2013 - Nastro d'argento
  - Migliore attrice protagonista a Jasmine Trinca
  - Candidatura Migliore produttore a Simone Bachini, Giorgio Diritti, Lionello Cerri e Valerio de Paolis
  - Candidatura Migliore fotografia a Roberto Cimatti
  - Candidatura Migliore sonoro in presa diretta a Carlo Missidenti
- 2013 - Ciak d'oro[1]
  - Candidatura Migliore attrice non protagonista a Pia Engleberth
  - Candidatura Migliore fotografia a Roberto Cimatti
  - Candidatura Migliore colonna sonora a Marco Biscarini e Daniele Furlati
- 2013 - Sundance Film Festival
  - Candidatura Premio della giuria: World Cinema Dramatic a Giorgio Diritti

## Curiosità
La banda a teatro suona La bella addormentata di Čajkovskij.